# Caowotan
Caowotan (kinesiska: 草窝滩) är en köping i nordvästra Kina. Den ligger i Jingtai härad i staden Baiyin i provinsen Gansu, omkring 140 kilometer norr om provinshuvudstaden Lanzhou. Antalet invånare är 19015. Befolkningen består av 9 342 kvinnor och 9 673 män. Barn under 15 år utgör 16,0 %, vuxna 15-64 år 75 %, och äldre över 65 år 7,0 %.